# Tjålmakjávrre
Tjålmakjávrre, enligt tidigare ortografi Tjålmakjaure, är en sjö i Jokkmokks kommun i Lappland och ingår i Luleälvens huvudavrinningsområde. Sjön har en area på 0,22 kvadratkilometer och ligger 507 meter över havet. Tjålmakjaure ligger i Ultevis fjällurskog Natura 2000-område. Sjön avvattnas av vattendraget Áhojågåsj.

## Delavrinningsområde
Tjålmakjávrre ingår i det delavrinningsområde (744297-162367) som SMHI kallar för Inloppet i Raktenjaure. Medelhöjden är 511 meter över havet och ytan är 3,08 kvadratkilometer. Räknas de 4 avrinningsområdena uppströms in blir den ackumulerade arean 119,61 kvadratkilometer. Áhojågåsj avvattnar avrinningsområdet och vattnet flödar därefter genom Raktenjåhkå, Blackälven, Lilla Luleälven och Lule älv innan det når havet efter 286 kilometer. Avrinningsområdet består mestadels av skog (75 procent) och sankmarker (18 procent). Avrinningsområdet har 0,22 kvadratkilometer vattenytor vilket ger det en sjöprocent på 7,1 procent.